# Raf Simons
Raf Jan Simons (Neerpelt, 12 de janeiro de 1968) é um designer de moda belga. Em 2017, apareceu na lista de 100 pessoas mais influentes do ano pela Time. Formado em design industrial, Simons começou a trabalhar com moda indiretamente enquanto estudava, quando ele era estagiário de cenografica para o também designer belga Walter Van Beirendonck. Além de ser diretor da própria marca, Simons também trabalhou na Jil Sander, Christian Dior, Calvin Klein, e atualmente é co-diretor criativo da Prada. Raf encerrou a própria linha de roupas em 2022, depois de 27 anos de atuação.